# Unterseeboot type U 87
Le Unterseeboot type U 87 est une classe de sous-marins d'attaque océanique (Unterseeboot) construite en Allemagne pour la Kaiserliche Marine pendant la Première Guerre mondiale.

## Conception
Les U-Boote Type U 87 étaient conduits par un équipage de quatre officiers et 32 hommes et possédaient d'excellentes capacités en mer avec une autonomie de près de 11 380 milles marins (21 075 km). De nombreux arrangements du type U 81, du U 87 et du type suivant U 93 ont également été observés pendant la Seconde Guerre mondiale avec les U-Boote de type IX lors de leur conception 20 ans plus tard.
D'un déplacement de 757 tonnes en surface et de 998 tonnes en immersion, les U-Boote type U 87 possédaient comme armement principal 16 torpilles de 50 cm et des canons de pont pour l'attaque en surface.
Les U-87 et U-89 possédaient un canon de pont de 88 mm et un de 105 mm, probablement comme le U-88, tandis que les trois navires suivants (U-90 à U-92) possédaient un seul canon de pont de 105 mm approvisionné de 140 à 240 coups.
Par rapport au type précédent U 81, les type U 87 sont 4,26 mètres plus courts, et la coque pressurisée est plus courte de 0,48 mètre. Ils étaient 1,2 nœud (2,2 km/h) plus lents en surface, et 0,5 nœud (0,93 km/h) plus lents en immersion, mais leur rayon d'action était augmenté de 180 milles marins (330 km) pour passer à 11 380 milles marins à 8 nœuds. Ils étaient armés de 16 torpilles au lieu de 12, et armés d'un canon de pont de 8,8 cm et un 10,5 cm ou uniquement d'un canon de 10,5 cm. L'équipage a été augmenté d'un membre pour passer à 36.
Par rapport au type suivant U 93, les type U 87 sont 5,75 m plus courts tandis que la coque pressurisée raccourcie de 5,98 mètres et un poids de 105 tonnes plus léger. Leur rayon d'action est de 2 288 milles (4 237 km) plus long, mais la vitesse était de 1,2 nœud (2,2 km/h) plus lente en surface pour une vitesse identique en plongée.

## Liste des sous-marins type U 87
Un total de 6 sous-marins de type U 87 ont été construits pour la marine impériale allemande.

### En service dans laKaiserliche Marine(marine impériale allemande)
| Bateaux     | Nbr | Chantier naval            | no fabrique | Construction |
| ----------- | --- | ------------------------- | ----------- | ------------ |
| U-87 à U-92 | 6   | Kaiserliche Werft, Danzig | 31 à 36     | 1915 - 1917  |

- U-87
- U-88
- U-89
- U-90
- U-91
- U-92

Les U-Boote de type U 87 ont été responsables de 2,218 % des naufrages causés sur les navires alliés coulés pendant la guerre, en prenant un total de 285 019 tonneaux de jauge brute (GRT). Ils ont également endommagé 36 271 tonneaux de jauge brute.
| U-Boot | Coulé   | Endommagé | Total   |
| ------ | ------- | --------- | ------- |
| U-87   | 59 884  | 7 638     | 68 522  |
| U-88   | 39 382  | 845       | 40 227  |
| U-89   | 8 496   |           | 8 496   |
| U-90   | 74 177  | 8 594     | 82 771  |
| U-91   | 87 119  | 11 821    | 98 940  |
| U-92   | 15 961  | 7 373     | 23 334  |
| Total  | 285 019 | 36 271    | 321 290 |

### Sources
- (en) Cet article est partiellement ou en totalité issu de l’article de Wikipédia en anglais intitulé « German Type U 87 submarine » (voir la liste des auteurs).